# São João do Rio do Peixe
São João do Rio do Peixe è un comune del Brasile nello Stato del Paraíba, parte della mesoregione del Sertão Paraibano e della microregione di Cajazeiras.